# Scheyern
Scheyern ist eine Gemeinde im oberbayerischen Landkreis Pfaffenhofen an der Ilm. Der Ort ist vor allem durch die örtliche Benediktinerabtei bekannt. Geschichtlich bedeutungsvoll ist der Ort als einer der Ursprünge des bayerischen Herrscherhauses Wittelsbach.

## Gemeindeteile
Die Gemeinde hat 36 Gemeindeteile (in Klammern ist der Siedlungstyp angegeben):
- Biberg (Weiler)
- Blaumosen (Einöde)
- Daselmühle (Einöde)
- Durchschlacht (Weiler)
- Edenhub (Einöde)
- Edersberg (Weiler)
- Edling (Weiler)
- Eichberg (Weiler)
- Euernbach (Kirchdorf)
- Fernhag (Dorf)
- Froschbach (Einöde)
- Gneisdorf (Dorf)
- Grainstetten (Weiler)
- Grub (Einöde)
- Gumelsberg (Einöde)
- Günthal (Einöde)
- Hammerschmiede (Einöde)
- Klingbach (Einöde)
- Kreutenbach (Dorf)
- Mitterscheyern (Dorf)
- Oberdummeltshausen (Einöde)
- Oberschnatterbach (Weiler)
- Öd (Einöde)
- Plöcking (Weiler)
- Rauhof (Einöde)
- Scheyern (Pfarrdorf)
- Schmidhausen (Weiler)
- Schönberg (Weiler)
- Triefing (Dorf)
- Unterschnatterbach (Weiler)
- Vieth (Dorf)
- Voglried (Einöde)
- Wernthal (Weiler)
- Winden bei Scheyern (Weiler)
- Zell (Weiler)
- Ziegelnöbach (Weiler)

## Etymologie
Wahrscheinlich kommt der Name „Scheyern“ vom germanischen Volksstamm der Skiren, die um 500 durch die Wirren der Völkerwanderung hier gesiedelt haben sollen. Die bedeutendste Gestalt des Volksstamms der Skiren war der germanische Heerführer Odoaker.

## Geschichte

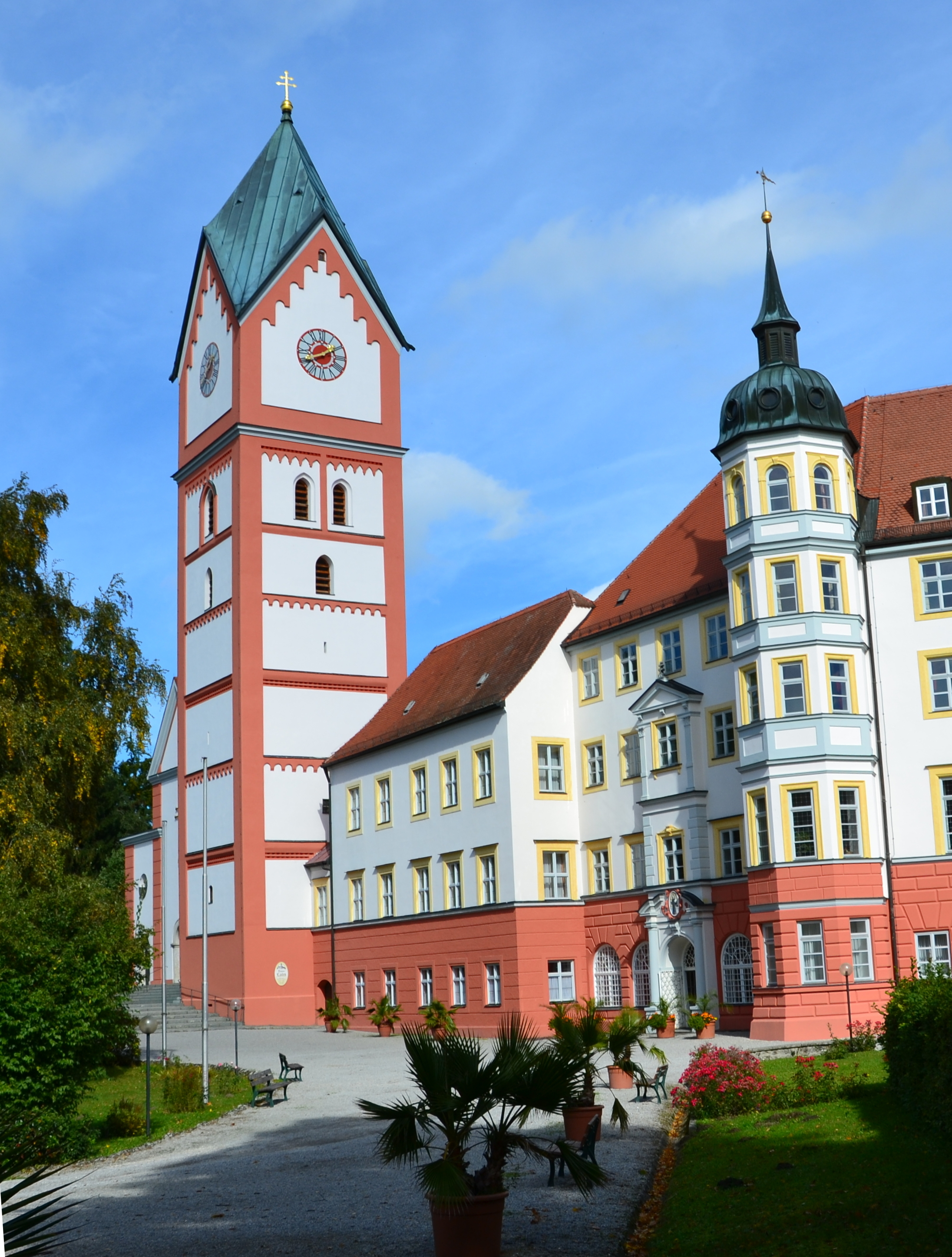
Kloster Scheyern 2012

### Entstehung der Siedlung um eine Burg
Die Gründung der ersten Burg Scheyern liegt im Dunkeln. Nach dem Renaissance-Geschichtsschreiber Aventin soll sie bereits im Jahr 508 als Herrschersitz errichtet worden sein; sicherlich eine Legende. Die neuere Forschung (Karl Bosl) vermutet, dass der bayerische Pfalzgraf Arnulf II. die Burg um 940 erbaut haben könnte.
Um 1060 brachte vermutlich Gräfin Haziga die Burg, auf der sie geboren worden war, in die zweite Ehe des Freisinger Vogtes Otto ein. In der Folge nannten sich die Nachkommen beider Grafen von Scheyern (comes de Skyrum) und wurden das Ursprungsgeschlecht der Wittelsbacher.

### Wechselnde Herrscher
Im Jahre 1119 zog Graf Otto V. von Scheyern in die Burg Wittelsbach um und wandelte seine nunmehr ungenutzte, zurückgelassene Burg in Scheyern in das Kloster Scheyern um, als sein Hauskloster mit Grablege. Er übergab die Burg den Benediktinern vom Petersberg, die damit die ehemalige Burg ab dann als Kloster umnutzten. Diese siedelten auf dem ehemaligen Burgberg (bis ca. 1800 unter dem Namen Hag) eine Handwerkersiedlung an, die um 1400 aus den beiden Huben von Hag entstand, von denen die größere, die Hube des Albert im Jahr 1260 ursprünglich von Merbod von Bachern als Lehen an den Klosterministerialen Albert von Hag und seine Nachkommen übergeben wurde („ohne Abgaben“). Dann gelangte die Burg jedoch, zwischenzeitlich um ca. 1400 an die Kirche von Hohenwart getauscht, wieder in den Besitz der Klosterabtei Scheyern und hieß später die Hube des Plamoser. Die Abtei war im Mittelalter ein Zentrum der Schreibkunst und Buchmalerei. Der Ort Scheyern gehörte zur geschlossenen Hofmark des Klosters Scheyern. Das Hauskloster der Wittelsbacher wurde 1803 säkularisiert. 1838 ließ König Ludwig I. Scheyern zunächst als Benediktiner-Priorat wieder errichten, seit 1843 ist Scheyern wieder Abtei.

### Eingemeindungen
Am 1. Januar 1964 wechselte der Gemeindeteil Plöcking der Gemeinde Niederscheyern zur Gemeinde Scheyern.
Am 1. April 1971 wurden die Gemeindeteile Edersberg, Grub, Triefing und Ziegelnöbach der aufgelösten Gemeinde Triefing in die Gemeinde Scheyern eingegliedert. Im Rahmen der Gebietsreform in Bayern wurde dann vier Gemeinden mit allen Gemeindeteilen eingemeindet: am 1. Januar 1972 Mitterscheyern, am 1. April 1973 Vieth, am 1. Januar 1974 Euernbach und am 1. Januar 1975 Winden bei Scheyern.

### Einwohnerentwicklung
Zwischen 1988 und 2018 wuchs die Gemeinde von 3528 auf 4899 Einwohner bzw. um 38,9 %.
| Jahr      | 1961 | 1970 | 1987 | 1991 | 1995 | 2000 | 2005 | 2010 | 2015 | 2020 |
| Einwohner | 3088 | 3271 | 3468 | 3865 | 4199 | 4435 | 4517 | 4824 | 4862 | 4877 |

## Politik

### Bürgermeister
Erster Bürgermeister seit 2014 ist Manfred Sterz (FW). Er wurde am 30. März 2014 mit 69,6 Prozent in der Stichwahl gewählt. Bei den Kommunalwahlen 2020 wurde er in der Stichwahl mit 55,8 % der gültigen Stimmen im Amt bestätigt.

### Gemeinderat
| Partei / Liste                       | Wahl 2020 | Wahl 2020 |
| Partei / Liste                       | %         | Sitze     |
| ------------------------------------ | --------- | --------- |
| Freie Wähler                         | 36,40     | 6         |
| CSU/BB (Bürgerblock)                 | 30,03     | 5         |
| WGS (Wählergruppe Gemeinde Scheyern) | 19,20     | 3         |
| Grüne                                | 14,36     | 2         |
| Gesamt                               | 100       | 16        |
| Wahlbeteiligung                      | 69,55 %   | 69,55 %   |

### Finanzen
Die Gemeindesteuereinnahmen betrugen im Jahr 2015 4621 T€, davon waren 704 T€ (netto) Gewerbesteuereinnahmen. Der Gemeindehaushalt 2015 belief sich auf 13.133.000 €, davon waren 8.972.000 € Verwaltungshaushalt, 4.161.000 € Vermögenshaushalt.

### Wappen
| | Blasonierung: „In Blau ein silbernes Doppelkreuz, überlegt mit einem gesenkten goldenen Zickzackbalken.“ |
| Wappenbegründung: Das Wappen zeigt das Scheyrer Kreuz, der Zickzackbalken gilt als Allodzeichen der Wittelsbacher, aus deren Stammburg das Kloster Scheyern hervorging. | |

## Kultur und Sehenswürdigkeiten

### Kulturelle und regelmäßige Veranstaltungen
- Kunst im Gut: Jeweils Kunstausstellung und -markt am ersten Mai- und Oktoberwochenende im Prielhof (Klostergutshof)
- Rock im Treff: Indoor-Festival mit international bekannten und lokalen Bands im Frühjahr und im Spätherbst jährlich im Prielhof Scheyern
- „Humulus Lupulus“: Outdoorfestival, das ein Wochenende im August beim Ortsteil Vieth stattfindet.[12]
- „Lied Gut“ Open-Air: Konzertreihe mit vorwiegend deutschsprachigen Künstlern im Prielhof (Klostergutshof) im Juli. Bisher: 2007 Hans Söllner, 2008 Rainhard Fendrich, 2009 Willy Astor, 2010 Haindling, 2011 Die Prinzen, 2012 Erste Allgemeine Verunsicherung, 2014 Die Seer, 2015 Rainhard Fendrich
- Kleinkunst im Gewölbe: Kleinkunstveranstaltung mit bekannten sowie unbekannten Künstlern im über 250 Jahre alten Gewölbe. Bisher. Stephan Zinner; Claudia Koreck; Martin Kälberer; CASH-N-GO; Aurel Bereuter; Christoph Weiherer; Keller Steff; Michi Dietmayr; Well Brüder aus’m Biermoos.
- Großes Reit- und Springturnier der Pferdefreunde Euernbach e. V., jedes dritte Wochenende im September mit einem Starterfeld aus ganz Bayern

### Freizeit
- Planetenweg Scheyern: Auf dem Benediktusweg durchs Sonnensystem; Startpunkt des Rundweges: Prielhof.[13]

## Wirtschaft und Infrastruktur

### Wirtschaft
Im Jahre 2018 gab es nach der amtlichen Statistik in der Gemeinde 688 sozialversicherungspflichtig Beschäftigte am Arbeitsort. Von der Wohnbevölkerung standen 2028 Personen in einem versicherungspflichtigen Arbeitsverhältnis. Die Zahl der Auspendler war damit um 1340 höher als die der Einpendler. 41 Einwohner waren arbeitslos. 2016 gab es 72 landwirtschaftliche Betriebe, die eine Fläche von 2228 Hektar bewirtschafteten.

### Staatliche Einrichtungen
- Klostergut der Benediktinerabtei, gepachtet als Forschungsgut des Helmholtz Zentrums München

### Bildungseinrichtungen
- 1979–2003 Bayerische Waldbauernschule
- Grundschule Scheyern mit 171 Schülern[14]
- Johann-Andreas-Schmeller-Mittelschule mit 116 Schülern[15]
- Fachoberschule Scheyern mit den Ausbildungsrichtungen Technik; Wirtschaft und Verwaltung; Agrarwirtschaft mit Bio- und Umwelttechnik; Sozialwesen[16]
- Staatl. Berufsoberschule mit den Ausbildungsrichtungen Technik sowie Wirtschaft und Verwaltung mit 133 Schülern (in den Räumen des ehemaligen Klostergymnasiums, welches seit den siebziger Jahren in Pfaffenhofen an der Ilm untergebracht ist.)[17]

(Stand jeweils Schuljahr 2019/2020)

### Kindergärten
- Kindergarten Froschkönig mit 100 Plätzen, davon 2 Einzelintegrationsplätze
- Pfarrkindergarten St. Martin mit 87 Plätzen, davon 12 in der Kinderkrippe
- Kinderkrippe Regenbogen mit 60 Plätzen, eingeweiht im März 2018

### Ehemalige Garnison
Bereits in der Zeit des Zweiten Weltkrieges war Scheyern ein Standort der Luftnachrichtentruppe der Luftwaffe. Mit Anfängen seit 1945, der Frühzeit des Kalten Krieges, waren in Scheyern Abhöreinheiten der US-Luftwaffe untergebracht.
Bis zur Aufgabe der Schyren-Kaserne 1993 war Scheyern auch Bundeswehrstandort. Seit 1958 waren dort Flugabwehreinheiten der Luftwaffe stationiert.

### Flexi-Bus
Seit Oktober gibt es in Scheyern den sog. Flexi-Bus. Dieser Kleinbus kann bis zu 8 Fahrgäste befördern, die den Bus vorab per Telefon oder App zu einer der über 70 Haltestellen im Gemeindegebiet bestellen können. Neben Fahrten im Gemeindegebiet gibt es auch einzelne Haltestellen in den angrenzenden Gemeinden sowie in Pfaffenhofen a. d. Ilm.
Der Betrieb wird durch das Bundesministerium für Digitales und Verkehr (gemäß Förderrichtlinie „Modellprojekte zur Stärkung des öffentlichen Personennahverkehrs“) im Rahmen des Modellprojekts VGI newMIND gefördert, für den Kauf des Busses können LEADER-Fördermittel abgerufen werden.

## Persönlichkeiten

### Söhne und Töchter
- Josef Finkenzeller (1921–2018), römisch-katholischer Priester und Theologe, ist im Ortsteil Zell geboren
- Engelbert Baumeister (* 1935), Abt von Scheyern
- Lorenz Wolf (* 1955), römisch-katholischer Geistlicher, Offizial des Erzbistums München, im Ortsteil Edersberg geboren

### Persönlichkeiten mit Bezug zu Scheyern
- Herzogtum Haus Scheyern-Wittelsbach-Bayern; S. K. H. Prinz Leopold von Bayern (Schirmherr „Kunst Im Gut“)
- Joseph Ratzinger, der spätere Papst Benedikt XVI. (1927–2022) besuchte Kloster Scheyern alljährlich, um hier Ruhe zu finden.
- Joseph Peruschitz (1871–1912), Opfer beim Untergang der Titanic, war Scheyerer Benediktinerpater.
- Klosterschüler waren unter anderem der bayerische Minister Alois Hundhammer und der Reichstagsabgeordnete Georg von Orterer.
- Die bayerischen Herzöge und Herzoginnen Otto I. (um 1117–1183) und Agnes von Loon (um 1150–1191), Ludwig der Kelheimer (1173–1231), Otto II. (1206–1253) und Agnes von Braunschweig sind im Kloster Scheyern begraben.
- Christoph Gottschalk (* 1953) war Schüler des früheren humanistischen Gymnasiums der Abtei, die 1970 in das staatliche Schyren-Gymnasium übernommen wurde.
- Johann Schrenk (* 1948) war Schüler des früheren humanistischen Gymnasiums der Abtei.
- Josef Martin Bauer (1901–1970), Autor des Welterfolgs So weit die Füße tragen, legte im Gymnasium der Abtei 1920 das Abitur ab.
- Andreas Mehringer (1911–2004) war Schüler am ehemaligen Gymnasium.
- Claus Hipp (* 1938), Babynahrungshersteller und bekannter Künstler, war ebenso Schüler des früheren humanistischen Gymnasiums im Kloster.
- Joseph Greger (1915–2010), deutscher Autorennfahrer, wurde in Scheyern geboren.
- Michael Hefele (* 1990), Fußballprofi, aufgewachsen und Karrierebeginn in Scheyern.
- Christine Reimer (* 1966), Schauspielerin, bekannt durch die Rolle der Monika Vogl in der Serie „Dahoam is Dahoam“